# Gomelange
Gomelange é uma comuna francesa na região administrativa de Grande Leste, no departamento de Mosela. Estende-se por uma área de 9,4 km². Em 2010 a comuna tinha 497 habitantes (densidade: 52,9 hab./km²).